# Susanoo Patera
La Susanoo Patera è una struttura geologica della superficie di Io.